# Лусашох
Лусашох (вірм. Լուսաշող) — село в марзі Арарат, у центрі Вірменії. Село розташоване за 34 км на схід від міста Арарат, за 4 км на південний схід від села Ланджаніст та за 3 км на північ від села Ланджар.